# SFDK Records
SFDK Records es una empresa discográfica sevillana fundada por el grupo SFDK (Zatu y Acción Sánchez) en el año 2004. 
Dedicada únicamente a editar música rap, por ella han pasado varios grupos de rap y Mcs, que han editado sus discos.

## Artistas con discos editados en SFDK Records
- SFDK
- Puto Largo
- Jesuly
- Legendario (MC)
- El Límite
- Niko
- All Day
- Acción Sánchez & Jefe de la M.
- Nueva Era (rap)
- Juan Profundo
- Ose
- Quilate

## Discos editados[1]

### 2004
- SFDK "Después de…" (Maxi)

### 2005
- SFDK "2005" (LP)
- Acción Sánchez & Jefe de la M "Manual Breaks Vol. 1" (LP)

### 2006
- SFDK "Original Rap University" (Maxi)
- Jesuly "De Oro" (LP)
- El Límite "Día Insanos" (CDM)

### 2007
- SFDK "Los Veteranos" (LP)
- Puto Largo "Inspiración" (LP)
- SFDK Records "Merry Christmas" (LP)

### 2008
- All Day "Anticopy" (CDM)
- El Límite "Vida en Crisis" (LP)
- Acción Sánchez "Hip Hop Classics Vol.2" (Maxi)
- Jesuly "Mi Llama" (LP)

### 2009
- Nueva Era (rap) "Nueva Era Monsters" (LP)
- SFDK "Siempre Fuertes 2" (LP)

### 2010
- Legendario "Mis armas favoritas" (LP)
- El Límite & Voodoo Etnies "Moon & Stars" (CDS)
- Acción Sánchez "Dice Mi Colega Que Si Quieres Rollo" (Maxi)
- Acción Sánchez "The Beat Catálogo Vol. 1" (Maxi)
- Acción Sánchez "Hip Hop Classics Vol.3" (Maxi)
- Acción Sánchez "Beat Catálogo Vol.2" (Maxi)
- Juan Profundo "A lo Perruno" (LP)

### 2011
- Ose "Exitus" (LP)
- Nueva Era (rap) "El Genesis" (LP)

[actualizar]

### 2023
- SFDK "Inkebrantable"